# 2009年印度尼西亞總統選舉
2009年印度尼西亞總統選舉於2009年7月8日舉行，如有需要，決選會於9月8日舉行。當選的總統及副總統任期為2009年至2014年。根據印尼國家選舉委員會初步開票結果，時任總統尤多約諾得票起過六成，預計毋須決選便可以順利當選，正式的選舉結果將於7月底公布。
2009年7月24日，印尼选举委员会宣布，苏西洛·班邦·尤多约诺以60.8%的得票率，成功连任总统。

## 背景
今次選舉是印尼第二次總統及副總統的全民直選。2004年，蘇西洛·班邦·尤多約諾在決選中，擊敗當時在任的梅加瓦蒂·蘇加諾普翠。
2009年2月，時任副總統優素福·卡拉宣佈不會成為尤多約諾的副總統候選人，並表明，如果他擔任黨魁的專業集團黨提名他為總統參選人，他願意挑戰尤多約諾。
其他有意參選人包括前總統瓦希德、前人民代表會議議長阿克巴爾·丹戎、日惹蘇丹兼日惹特區省長哈孟庫布沃諾十世 及前雅加達首都特區省長蘇蒂約索。
2月17日，印尼憲法法庭裁定獨立人士不能參選。

## 政治結盟
印尼立法議會選舉於4月9日舉行後，政黨開始結盟，提名參選人參選。根據2008年頒令的總統選舉法，參選人必須得到政黨或聯盟提名，而該政黨或聯盟需要在議會選舉中取得至少兩成半選票，或在人民代表議會取得至少兩成議席（按現時560名議員計算，參選人須得到112名議員支持）。印尼憲法法庭亦裁定獨立人士不能參選。有意參選者須於5月16日午夜前，到國家選舉委員會登記。
有消息指，現任副總統卡拉所屬的專業集團黨會與前總統梅加瓦蒂所屬的鬥爭派民主黨結盟，與尤多約諾的民主黨競選。不過，兩黨談判於4月13日失敗，有指專業集團黨希望繼續與尤多約諾結盟，維持影響力。尤多約諾則與多個伊斯蘭團體會談，企圖結盟控制逾半國會議席。
4月底，專業集團黨與團體會晤，爭取提名卡拉所需的選票。其後，一個由十個政黨組成的聯盟於5月1日成立，當中包括專業集團黨、鬥爭派民主黨、大印尼運動黨、民心黨、和平福利黨、改革星黨、全國教徒復興黨、全民關注黨、勞工黨及回教教士黨。國民使命黨及建設統一黨曾考慮參與，但最終沒有加入聯盟。十黨聯盟成立不久，卡拉隨即宣布與前軍方領袖維蘭托合組名單參選。
5月7日，鬥爭派民主黨宣布前總統梅加瓦蒂參選，但未有公布副參選人。鬥爭派民主黨高層傾向大印尼運動黨的普拉伯沃成為梅加瓦蒂副參選人，但兩黨於登記截止日（即5月16日）兩日前才達成共識，5月15日公布推舉梅加瓦蒂參選總統，普拉伯沃參選副總統。
十黨聯盟亦議定，假如卡拉及梅加瓦蒂中其中一人未能成為總統參選人，其中一方亦須協助另一方競選，對抗尤多約諾。
5月12日，尤多約諾宣布印度尼西亞銀行行長布迪約諾為副參選人。與尤多約諾所屬的民主黨的聯盟，包括民族覺醒黨、建設統一黨及繁榮公正黨，卻預期副參選人會選自其中一個聯盟黨。四個聯盟黨一度威脅與大印尼運動黨結盟，另推一位參選人，不過民族覺醒黨後來對尤多約諾的做法表示支持，其餘三個聯盟黨最後也唯有支持，並參與5月15日在萬隆的提名典禮。不過，繁榮公正黨繼續與民主黨談判，要求尤多約諾一旦當選，權力要與繁榮公正黨更均勻地分配。

## 外部連結
- （印尼文） Official campaign site of Megawati Sukarnoputri and Prabowo Subianto
- （印尼文） Official campaign site of Susilo Bambang Yudhoyono
- （印尼文） Official campaign site of Jusuf Kalla and Wiranto
- Indonesian General Elections 2009 Web Archive（页面存档备份，存于） from the U.S. Library of Congress